# St. Martin (Wilnsdorf)

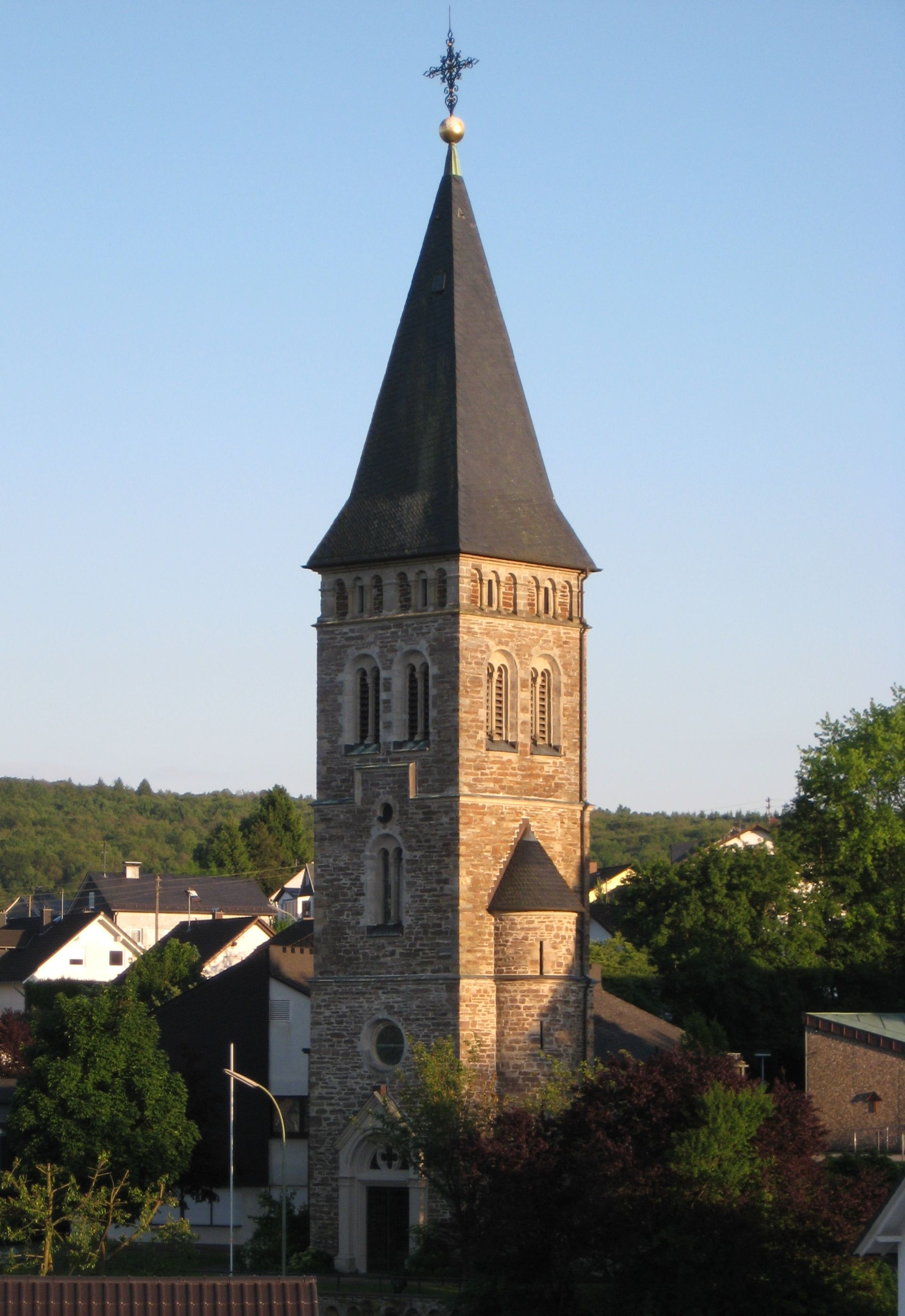
Turm der St. Martin-Kirche

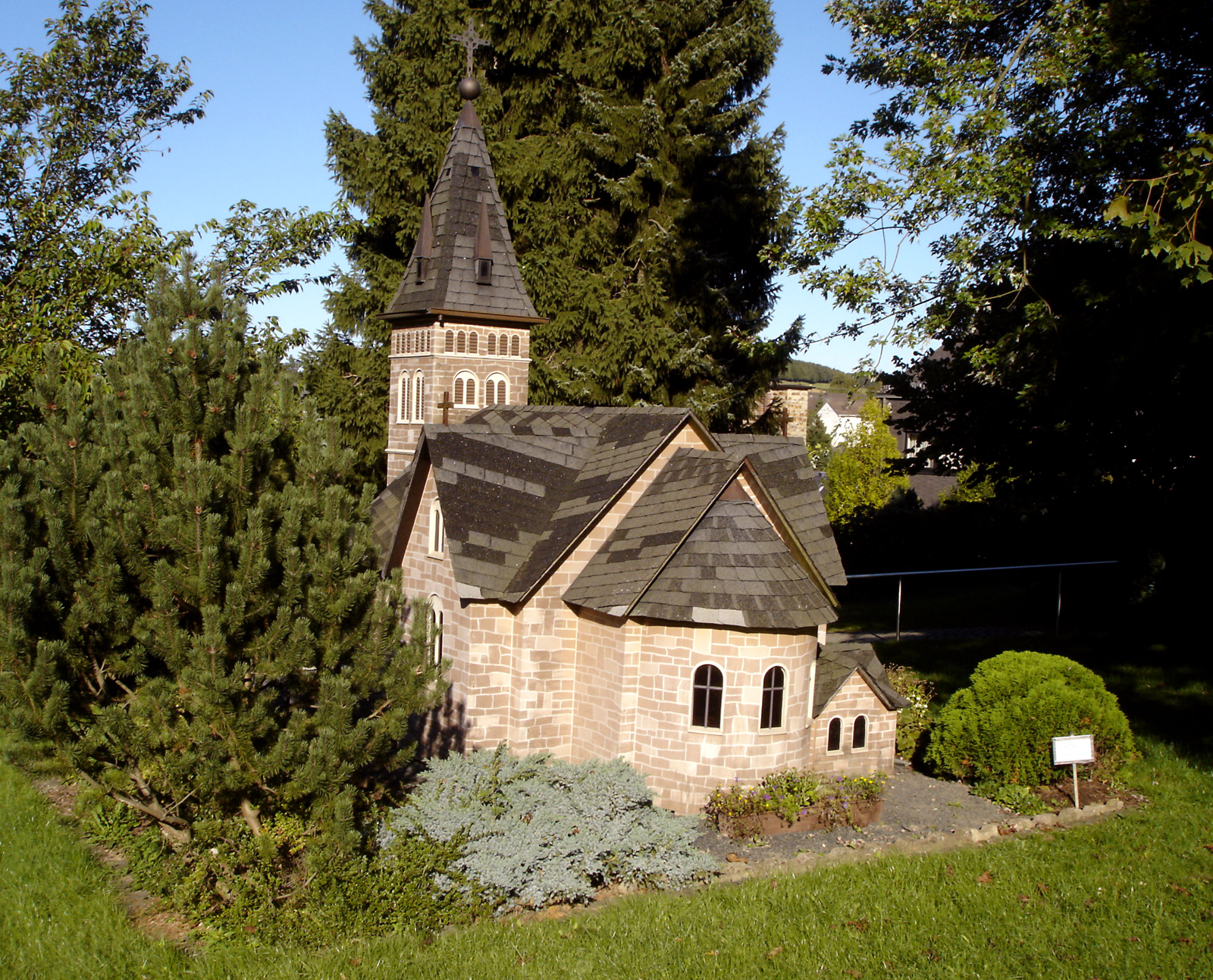
Modell des ehemaligen Kirchenbaus

Der Turm der römisch-katholischen Pfarrkirche St. Martin in Wilnsdorf im Kreis Siegen-Wittgenstein (Nordrhein-Westfalen) steht unter Denkmalschutz.

## Geschichte und Architektur
Um 950 wurden erste christliche Gemeinden durch fränkische Missionare im Siegerland gegründet. Wegen des Patroziniums St. Martin gilt dies wohl auch für Wilnsdorf. Ein erster Pfarrer wurde 1444 urkundlich erwähnt. Die Reformation begann um 1530 im Ort. Der katholische Pfarrer bekam 1651 seinen Sitz in Wilnsdorf, der evangelische Pfarrer hatte seinen Sitz in Rödgen. Beide Kirchen wurden zu der Zeit simultan genutzt. Auf den Fundamenten der ehemaligen Burgkapelle wurde 1791 eine neue Kapelle errichtet, die ebenfalls simultan genutzt wurde. Der katholischen Gemeinde wurde 1852 das königlich preußische Hauptzollamt als Notkirche überlassen. Somit war das Simultaneum beendet.
Die Martinskirche wurde von 1889 bis 1890 von dem Architekten Fiedler gebaut. Die Kirche wurde nach dem Zweiten Weltkrieg wegen schlechter Bausubstanz abgebrochen. Lediglich der neuromanische freistehende Turm ist erhalten.
Ein Modell der romanischen Kirche von 1890 steht auf dem Kirchengelände. Der Kirchturm wurde 1996 restauriert, es wurde ein neuer Glockenstuhl aus Eichenholz eingebaut. Das Geläute bestand bis zum Einbau des neuen Holzglockenstuhles aus drei Gussstahlglocken des Bochumer Vereins. Es wurde eine vierte kleinere Glocke hinzugefügt aus Bronze. Sie wurde von der Eifeler Glockengiesserei Hans August Mark in Brockscheid mit Ton cis2 gegossen. Eigentlich wurde die Glocke für das neue Hauptgeläute des Mindener Doms gegossen, jedoch geriet die Glocke, die der seligen Pauline von Malinckrodt gewidmet ist, zu dünnwandig für die Klangverhältnisse im Dom. Sie wurde als intakte Glocke nach Wilnsdorf verkauft. Der Turm wurde 1997 unter Denkmalschutz gestellt. Eine umfassende Renovierung und Umgestaltung der Kirche wurden 2007 durchgeführt.

## Ausstattung

### Hochaltar
Der Hochaltar mit Antependium und einem zweigeschossigen Retabel aus Marmor, Alabaster und Mehlstein ist um 1700 in der Papen-Werkstatt entstanden. Er ist der früheste der erhaltenen Geschossaltäre aus der Papen-Werkstatt, einer der führenden westfälischen Bildhauerwerkstätten im westfälischen Raum. Ursprünglich wurde er als Johann-Baptist-Seitenaltar für die Abteikirche des Zisterzienserklosters in Hardehausen geschaffen. Nach der Säkularisation kam er nach Daseburg. Um 1888 suchte ein Pfarrer Muermann für die Wilnsdorfer Kirche einen möglichst preiswerten Altar. Die Daseburger wollten einen modernen Altar und so wurde der Papen-Altar gegen die Transportkosten abgegeben. Da der komplette Altar aus Platzgründen nicht aufgestellt werden sollte, wurden das Obergeschoss und einige Figuren nach Köln verkauft. Um 1935 forschte ein Pfarrer Kesting nach dem Verbleib und wurde im Schnütgenmuseum fündig. Der Altar wurde wieder zusammengeführt. Im Rahmen der jüngsten Kirchenrenovierung wurde der Altar gereinigt, restauriert und in der Substanz gesichert. Der Altar besteht aus Kalksandstein und Marmor, die Figuren aus Stein oder Holz. Eine Figur des Gottvaters mit der Weltkugel bekrönt den Altar, sie gehört nicht original zum Altar, stand aber schon in der alten Kirche dort. Die Figur im Obergeschoss wird als Papst Alexander vermutet, könnte aber auch der Bischof Liborius sein. Die Figur auf der linken Seite ist der hl. Meinolf, er wird mit den Attributen Kloster, Buch und Hirsch dargestellt. Rechts steht der hl. Laurentius mit dem Attribut Geldbörse. Im Hauptgeschoss wird die Taufe Jesu im Jordan durch Johannes den Täufer dargestellt. Die Bischofsfiguren zeigen einen hl. Petrus, vermutlich ein Zisterzienserabt und den hl. Wilhelm, ebenfalls ein Zisterzienserabt. Der Altartisch ist mit Rankenwerk verziert. Das Medaillon zeigt den hl. Josef mit dem Jesuskind, es wird von zwei Putten gehalten.

### Sonstige Ausstattung
- Zelebrationsaltar, Ambo und Taufbrunnen im Chorraum, ebenso das Weihwasserbecken unter der Orgelbühne, sowie  die Apostelleuchter aus Bronze stammen aus der im Sommer 2007 abgerissenen Kirche St. Johannes Bielefeld-Windflöte.
- Der Tabernakel gehörte nicht ursprünglich zum Altar. Er wurde erst beim Neubau der Kirche hinzugefügt.
- Die Madonna aus Holz wurde um 1475 geschnitzt.
- Die Steinfiguren der Heiligen Elisabeth, Michael und Zacharias stammen aus der Zeit um 1700.
- Die beiden Figuren an der Chorwand stammen auch aus der Papen-Werkstatt, sind aber jünger als der Hochaltar.
- An der linken Seite steht die Figur der hl. Elisabeth, rechts die des hl. Zacharias.
- links an der vorderen Kirchenwand steht die Figur des hl. Michael, die vor der Renovierung den Altar krönte. Sie stammt wahrscheinlich auch aus der Papenwerkstatt, gehörte aber nicht zum Altar.
- Die Marienfigur auf der rechten Seite wurde wohl im 16. Jahrhundert gefertigt. Die Rosenranken wurden von Stefan Spork entworfen und geschmiedet.
- Die Schnitzfiguren an der Emporenbrüstung stammen von der Kanzel der alten Kirche und hatten bis zur jetzigen Renovierung den Ambo (die vier Evangelisten) und den Zelebrationsaltar (der lehrende Christus in der Mitte) geschmückt.